# Händelgesellschaft
In Deutschland gibt es drei Händel-Gesellschaften zur Pflege des Werks des Komponisten Georg Friedrich Händel. Die Gesellschaften stehen in engem Verhältnis zu den entsprechenden Händel-Festspielen.

## Halle
Händels Werke wurden in seiner Geburtsstadt Halle seit Anfang des 19. Jahrhunderts regelmäßig aufgeführt. In Anlehnung an die Göttinger Renaissance der Opern wurden ab Anfang der 1920er Jahre ebenfalls die Stücke Händels aufgeführt. Seit 1952 werden jährlich die Händel-Festspiele Halle (Saale) veranstaltet. Im Jahre 1955 wurde die Hallenser Georg-Friedrich-Händel-Gesellschaft (Internationale Vereinigung, Sitz Halle) gegründet, um die Festspiele zu unterstützen und das Werk Händels „allseitig zu erforschen und zu propagieren“. Sie gibt die Hallische Händel-Ausgabe heraus, die kritisch-historische Gesamtausgabe der Werke Händels, außerdem Händel-Jahrbücher.

## Göttingen
Die Internationalen Händel-Festspiele Göttingen entwickelten sich aus der Wiederentdeckung der Händel-Opern, die in Göttingen 1920 mit der deutschen Uraufführung der Oper Rodelinde begann und zu einer Neubeschäftigung mit musikdramatischen Werken Händels sowohl in Göttingen als auch in anderen Städten Deutschlands führte.
In den folgenden Jahren wurden weitere Opern aufgeführt – Otto und Theophano (1921), Julius Caesar (1922), Xerxes (1923), Ezio (1924) –, bis 1927 eine Ausweitung auf andere musikalische Gattungen in Händels Schaffen sowie auf andere Komponisten erfolgte. Am 12. März 1931 wurde die Göttinger Händel-Gesellschaft e. V. mit dem Ziel der Pflege der Werke Händels und Austragung der Festspiele durch den Richter Walter Meyerhoff gegründet.

## Karlsruhe
Die Händel-Gesellschaft Karlsruhe e. V. unterstützt seit ihrer Gründung am 9. Oktober 1989 die Internationalen Händel-Festspiele Karlsruhe und die Internationale Händel-Akademie. Vorsitzender ist Peter Overbeck. Die Händel-Gesellschaft verleiht seit 1996 jährlich den Händel-Jugendpreis in drei Kategorien.
Die seit 1978 in Karlsruhe veranstalteten Händel-Tage wurden 1985 in den Rang von Festspielen erhoben (seit 2014 Internationale Händel-Festspiele) und finden seither jährlich Ende Februar (um den Geburtstag des Komponisten herum) statt. Im Jahr 1985 wurde ein eigenes Orchester, die Deutschen Händel-Solisten, gegründet.
1986 wurde eine Internationale Händel-Akademie mit Meisterkursen für barocke Aufführungspraxis ins Leben gerufen.